# Ghiacciaio Sandford
Il ghiacciaio Sandford (in inglese Sandford Glacier) è un ghiacciaio situato sulla costa Banzare, nella parte orientale della Terra di Wilkes, in Antartide. Il ghiacciaio, il cui punto più alto si trova a circa 50 m s.l.m., fluisce verso nord-ovest fino a entrare nella parte orientale della baia Porpoise, circa 46 km a sud-sud-ovest di capo Morse.

## Storia
Il ghiacciaio Sandford è stato mappato per grazie a fotografie aeree scattate durante l'operazione Highjump, 1946-1947, ed è stato in seguito così battezzato dal Comitato consultivo dei nomi antartici in onore di Joseph P. Sandford, guardiamarina a bordo del Porpoise, un bricco facente parte della Spedizione di Wilkes, 1838-42, ufficialmente conosciuta come "United States Exploring Expedition" e comandata da Charles Wilkes.